# موزیکال دبیرستان ۲
موزیکال دبیرستان ۲ (به انگلیسی: High School Musical 2) در سال ۲۰۰۷ فیلم سینمایی آمریکایی است.

## بازیگران
- زک افران (تروی بولتون)
- ونسا هاجنز (گابریلا مونتیس)
- اشلی تیزدیل (شاربی ایوانز)
- کوربین بلو (چاد دانفرث)
- تانیا چیزم (جکی)
- لوکاس جربل (رایان ایوانز)
- مونک کلمن (تیلور مکیسی)
- بارت جانسون (مربی جک بولتون)